# Yezocythere hayashii
Yezocythere hayashii is een mosselkreeftjessoort uit de familie van de Hemicytheridae. De wetenschappelijke naam van de soort is voor het eerst geldig gepubliceerd in 1991 door Hanai & Ikeya.